# Jonage
Jonage est une commune française, située dans la métropole de Lyon en région Auvergne-Rhône-Alpes.

## Géographie

### Situation
Jonage fait partie des communes dites de l'Est lyonnais et fait partie de la métropole du Grand Lyon.
Un échange de terrains a été réalisé avec la commune voisine de Jons par arrêté préfectoral du 28 février 2013, afin de relier la commune de Jons à celle de Pusignan au sein de la Communauté de communes de l'Est lyonnais.

### Communes limitrophes
Les communes limitrophes sont Niévroz, Thil, Jons, Pusignan et Meyzieu.
| Thil (Ain) | Niévroz (Ain) | Jons                      |
| Meyzieu    | Jonage        | Villette-d'Anthon (Isère) |
|            | Pusignan      |                           |

### Climat
Pour des articles plus généraux, voir Climat d'Auvergne-Rhône-Alpes et Climat du Rhône.
En 2010, le climat de la commune est de type climat océanique altéré, selon une étude du Centre national de la recherche scientifique s'appuyant sur une série de données couvrant la période 1971-2000. En 2020, Météo-France publie une typologie des climats de la France métropolitaine dans laquelle la commune est dans une zone de transition entre le climat semi-continental et le climat de montagne et est dans la région climatique Bourgogne, vallée de la Saône, caractérisée par un bon ensoleillement (1 900 h/an), un été chaud (18,5 °C), un air sec au printemps et en été et des vents faibles.
Pour la période 1971-2000, la température annuelle moyenne est de 12 °C, avec une amplitude thermique annuelle de 18 °C. Le cumul annuel moyen de précipitations est de 878 mm, avec 10 jours de précipitations en janvier et 6,9 jours en juillet. Pour la période 1991-2020, la température moyenne annuelle observée sur la station météorologique de Météo-France la plus proche, « Lyon-Saint-Exupery », sur la commune de Colombier-Saugnieu à 11 km à vol d'oiseau, est de 12,8 °C et le cumul annuel moyen de précipitations est de 862,5 mm,. Pour l'avenir, les paramètres climatiques de la commune estimés pour 2050 selon différents scénarios d'émission de gaz à effet de serre sont consultables sur un site dédié publié par Météo-France en novembre 2022.

## Urbanisme

### Typologie
Au 1er janvier 2024, Jonage est catégorisée ceinture urbaine, selon la nouvelle grille communale de densité à sept niveaux définie par l'Insee en 2022.
Elle appartient à l'unité urbaine de Jonage, une unité urbaine monocommunale constituant une ville isolée,. Par ailleurs la commune fait partie de l'aire d'attraction de Lyon, dont elle est une commune de la couronne,. Cette aire, qui regroupe 397 communes, est catégorisée dans les aires de 700 000 habitants ou plus (hors Paris),.

### Occupation des sols
L'occupation des sols de la commune, telle qu'elle ressort de la base de données européenne d’occupation biophysique des sols Corine Land Cover (CLC), est marquée par l'importance des territoires agricoles (49,9 % en 2018), en diminution par rapport à 1990 (60,1 %). La répartition détaillée en 2018 est la suivante : 
terres arables (35,4 %), zones urbanisées (23,3 %), forêts (14 %), zones industrielles ou commerciales et réseaux de communication (8,9 %), zones agricoles hétérogènes (8,6 %), prairies (5,9 %), eaux continentales (3,8 %). L'évolution de l’occupation des sols de la commune et de ses infrastructures peut être observée sur les différentes représentations cartographiques du territoire : la carte de Cassini (XVIIIe siècle), la carte d'état-major (1820-1866) et les cartes ou photos aériennes de l'IGN pour la période actuelle (1950 à aujourd'hui).

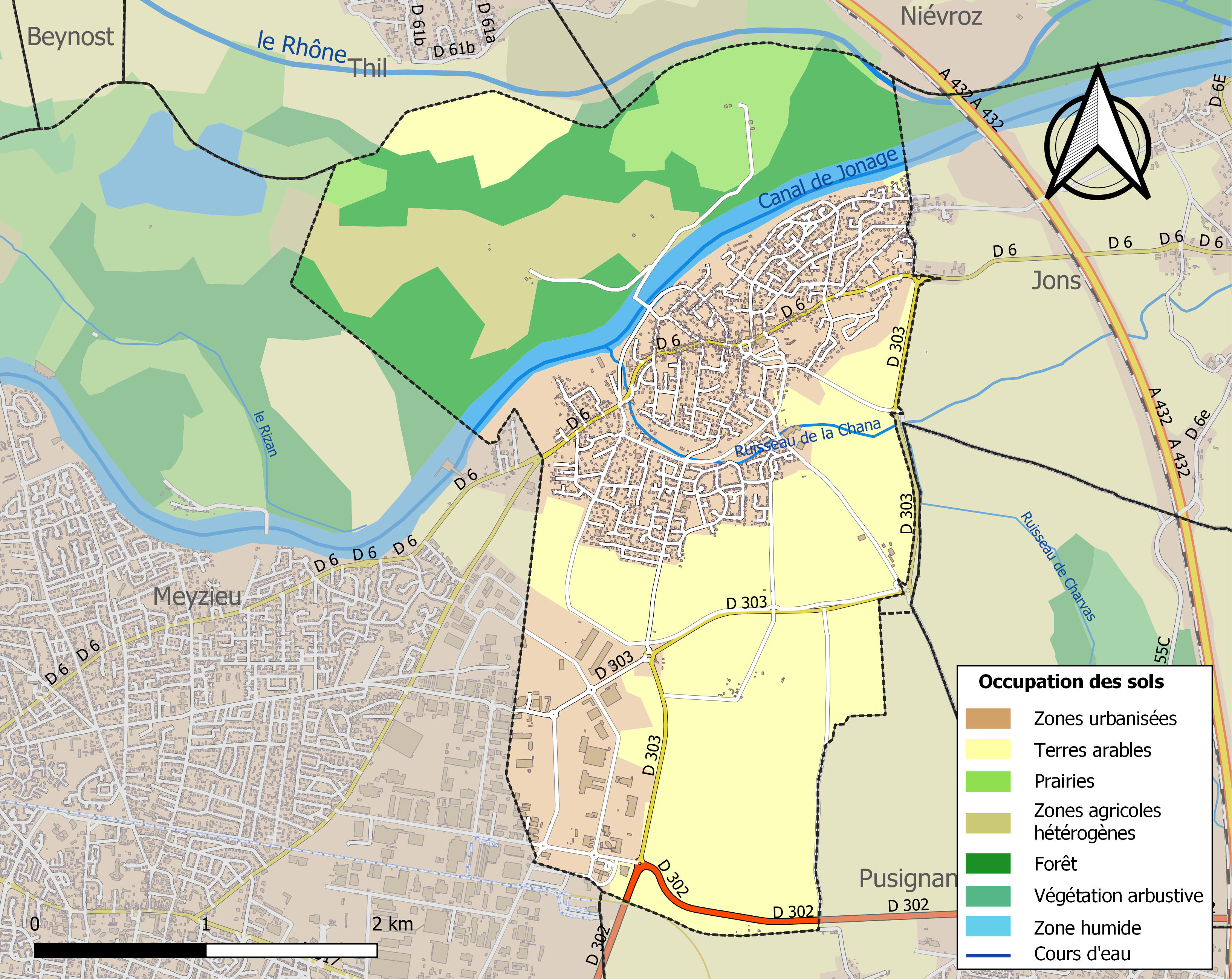
Carte des infrastructures et de l'occupation des sols de la commune en 2018 (CLC).

### Voies de communication et transports
Jonage étant une ville du Grand Lyon, elle bénéficie donc d'un bus du réseau TCL, la ligne 95 qui relie Jonage à Meyzieu. Cette ligne part de Jonage Château des Marres jusqu'à Meyzieu Parc du Grand Large en passant par le centre de la ville de Jonage et de Meyzieu.

## Toponymie
Au Moyen Âge, Jonage dépendait de Saint-Jean de Lyon, comme le signale un pouillé (état des bénéfices de l'Église) daté du XIe siècle signalant l'église de « Joanages » parmi celle de l'archiprêtré de Meyzieu. Sans doute est-ce là l'origine de son nom, Jonage étant une déformation de Jean (Jehan – Johan).

## Histoire
Au Ier siècle avant notre ère, le site fut occupé par une peuplade, les Pégasiares[réf. nécessaire], qui formèrent le pagus de Meyzieu. Avec la conquête romaine, la terre de Jonage fut incluse dans la Gaule narbonnaise puis dans la province viennoise à la fin du IIIe siècle. Après l'éclatement de l'empire et l'avènement de la féodalité, elle fit partie du Dauphiné. Du château médiéval ne demeurent aujourd'hui que quelques vestiges, le plus remarquable étant un impressionnant pan de mur se dressant à la verticale tel un monolithe à la sépulcrale silhouette.
Par contre, il ne reste rien de l'ancienne demeure des comtes Yon de Jonage, construite sur l'autre versant de la colline en 1678. Détruite une première fois, la bâtisse fut reconstruite en s'inspirant du style napoléonien. Pendant la Première Guerre mondiale, elle accueillit un hôpital militaire, avant d'être laissée à l'abandon pour finalement être démolie en 1925.
À partir de la seconde moitié du XIXe siècle, la population décroît progressivement. L'essor industriel de Lyon attire les paysans, qui délaissent leur terre au profit du travail en usine. Cependant, les titanesques travaux de percement du canal de Jonage, entre 1892 et 1899, mobilisèrent des centaines d'ouvriers, dont beaucoup d'habitants de la commune. Celle-ci y trouva un regain d'activité : on dénombrait par exemple près de 22 cafés-restaurants qui servaient de cantines aux travailleurs. Ce chantier fut par ailleurs l'un des plus importants de l'époque : le canal et le barrage de Jonage servaient à alimenter l'usine hydroélectrique de Cusset. Lors de sa mise en eau, ce canal était le plus long d'Europe alimentant une usine de ce type. Il représentait l'investissement le plus élevé réalisé dans ce secteur en France.
Sa situation aux portes de l'agglomération lyonnaise fait aujourd'hui de Jonage un bourg résidentiel apprécié pour son calme et sa qualité de vie. Sérénité encore accrue par la présence du parc de Miribel-Jonage, l'un des plus grands espaces naturels périurbains d'Europe.
L'ancienne communauté urbaine de Lyon disparaît le 1er janvier 2015, et laisse place à la collectivité territoriale de la métropole de Lyon. La commune sort des compétences du conseil général (conseil départemental en mars 2015) du département du Rhône en rejoignant l'arrondissement de Lyon, redéfini dans les frontières de la nouvelle métropole. Mais elle reste encore sous l'autorité du préfet du Rhône compétent sur les deux nouvelles collectivités territoriales du département.

## Politique et administration
Initialement rattachée au département de l'Isère, la commune de Jonage est transférée au département du Rhône par la loi n°67-1205 du 29 décembre 1967.

### Liste des maires
| Période                                  | Période   | Identité                         | Étiquette       | Qualité                                                                              |
| ---------------------------------------- | --------- | -------------------------------- | --------------- | ------------------------------------------------------------------------------------ |
| av.1937                                  | ?         | M. Masson                        | Radical         |                                                                                      |
| 1944                                     | 1947      | Édouard Vincent                  |                 |                                                                                      |
| 1947                                     | 1953      | François Meynier                 |                 |                                                                                      |
| 1953                                     | 1953      | François Batiat                  |                 |                                                                                      |
| 1953                                     | 1959      | Eugène Menault                   |                 |                                                                                      |
| 1959                                     | 1960      | Jacques Bonnefin                 |                 |                                                                                      |
| 1960                                     | 1968      | Paul Rémy                        |                 |                                                                                      |
| 1968                                     | mars 1971 | Pierre Callet-Grange (1926-1994) |                 | Professeur d’histoire                                                                |
| mars 1971                                | juin 1995 | Jean-Marc Barthez (1930-2009)    | UDR puis RPR    | Conseiller juridique et fiscal Conseiller général du canton de Meyzieu (1982 → 1998) |
| juin 1995                                | En cours  | Lucien Barge (1948- )            | RPR puis UMP-LR | Exploitant agricole                                                                  |
| Les données manquantes sont à compléter. |           |                                  |                 |                                                                                      |

## Population et société

### Démographie

#### Évolution démographique
L'évolution du nombre d'habitants est connue à travers les recensements de la population effectués dans la commune depuis 1793. Pour les communes de moins de 10 000 habitants, une enquête de recensement portant sur toute la population est réalisée tous les cinq ans, les populations de référence des années intermédiaires étant quant à elles estimées par interpolation ou extrapolation. Pour la commune, le premier recensement exhaustif entrant dans le cadre du nouveau dispositif a été réalisé en 2004.

En 2022, la commune comptait 6 109 habitants, en évolution de +4,64 % par rapport à 2016 (Rhône : +3,93 %, France hors Mayotte : +2,11 %).
| 1793 | 1800 | 1806 | 1821 | 1831 | 1836 | 1841 | 1846 | 1851 |
| ---- | ---- | ---- | ---- | ---- | ---- | ---- | ---- | ---- |
| 512  | 485  | 631  | 714  | 870  | 850  | 897  | 895  | 910  |

| 1856  | 1861  | 1866  | 1872 | 1876  | 1881 | 1886  | 1891 | 1896  |
| ----- | ----- | ----- | ---- | ----- | ---- | ----- | ---- | ----- |
| 1 036 | 1 004 | 1 019 | 996  | 1 010 | 964  | 1 009 | 976  | 1 720 |

| 1901 | 1906 | 1911 | 1921 | 1926 | 1931 | 1936 | 1946 | 1954 |
| ---- | ---- | ---- | ---- | ---- | ---- | ---- | ---- | ---- |
| 990  | 754  | 690  | 770  | 816  | 823  | 790  | 707  | 874  |

| 1962  | 1968  | 1975  | 1982  | 1990  | 1999  | 2004  | 2006  | 2009  |
| ----- | ----- | ----- | ----- | ----- | ----- | ----- | ----- | ----- |
| 1 184 | 1 445 | 2 206 | 2 938 | 5 076 | 5 363 | 5 679 | 5 729 | 5 812 |

| 2014  | 2019  | 2022  | - | - | - | - | - | - |
| ----- | ----- | ----- | - | - | - | - | - | - |
| 5 878 | 6 076 | 6 109 | - | - | - | - | - | - |

### Enseignement
Jonage dispose de deux écoles élémentaires et deux maternelles réparties entre Jonage le Haut et Jonage le Bas.

## Économie
La ville de Jonage accueille aujourd'hui de nombreux entrepôts de grandes sociétés de livraison, comme UPS ou Chronopost. De plus, les services de transport comme XPOLogistics disposent également de grandes bases.
Au sein de la zone économique, RTE dispose d'un campus de formation spécial, et Eiffage possède une entité dédiée aux énergies. Un restaurant inter-entreprises accueille les salariés de cette zone.

## Culture locale et patrimoine

### Lieux et monuments
- Château de Jonage ; vestiges du château du XIVe siècle près du château du XVIe siècle.

### Personnalités liées à la commune
- Joseph Desflèches (1814-1887), missionnaire et évêque français en Chine, y est né.

### Héraldique
| Blason de Jonage | Blason  | D'azur à la fasce ondée d'argent chargée d'un soleil éclipsé de gueules, accompagnée de trois quintefeuilles aussi d'argent. |
| Blason de Jonage | Détails | Le statut officiel du blason reste à déterminer.                                                                             |